# Хуан Рамон Лопес Муньїс
Хуан Рамон Лопес Муньїс (ісп. Juan Ramón López Muñiz, нар. 2 листопада 1968, Хіхон) — іспанський футболіст, що грав на позиції захисника. По завершенні ігрової кар'єри — тренер. З літа 2018 року очолює тренерський штаб команди «Малага».

## Ігрова кар'єра
Народився 2 листопада 1968 року в місті Хіхон. Вихованець футбольної школи клубу «Спортінг» (Хіхон). З 1986 року виступав за «Спортінг Б» (Хіхон), в якій провів п'ять сезонів, взявши участь у 84 матчах Сегунди Б. Також грав на правах оренди за нижчоліговий клуб «Ісарра».
За першу команду дебютував лише у сезоні 1991/92 у віці 23 років. Відіграв за клуб з Хіхона наступні п'ять сезонів своєї ігрової кар'єри. Більшість часу, проведеного у складі хіхонського «Спортінга», був основним гравцем команди.
Протягом 1996—1999 років три сезони захищав кольори «Райо Вальєкано», перший з яких у Ла Лізі, а два наступних у Сегунді.
Завершив професійну ігрову кар'єру у «Нумансії», за яку виступав протягом 1999—2002 років. За 11 років на професійному рівні він з'явився в 333 іграх і забив десять голів (234/6 на вищому рівні).

## Кар'єра тренера
Розпочав тренерську кар'єру невдовзі по завершенні кар'єри гравця, 2003 року, увійшовши до тренерського штабу Хуанде Рамоса у «Малазі», де пропрацював з 2003 по 2004 рік.
Його першим клубом на посаді головного тренера стала «Марбелья», яку він очолив на початку 2006 року, а згодом він повернувся в «Малагу» вже як головний тренер на два сезони, досягнувши другого місця Сегунди у 2008 році і таким чином вивівши андалусців до Ла Ліги після дворічної відсутності.
У липні 2008 року Муньїс очолив команду «Расінга». Однак по завершенні сезону 2008/09 він був звільнений від контракту і негайно повернувся до «Малаги». Наприкінці червня 2010 року, після того, як зайняв з «Малагою» 17 місце у Ла Лізі, останнє вище зони вильоту, Муньїс був звільнений. Незабаром після цього він приєднався до Хуанде Рамоса у «Дніпрі» (Дніпропетровськ), ставши його асистентом і провів на цій посаді чотири роки.
8 червня 2015 року очолив «Алькоркон», зайнявши з ним 7 місце у Сегунді, після чого влітку 2016 року підписав контракт з іншим клубом другого дивізіону «Леванте», з яким у першому ж сезоні виграв Сегунду та вийшов до Ла Ліги. У сезоні 2017/18 очолювана Муньїсом команда зуміла закріпитися у найвищому іспанському дивізіоні, фінішувавши на 15-му місці, відірвавшись на 17 очок від зони вильоту.
Попри це влітку 2018 року тренер прийняв пропозицію утретє очолити «Малагу», що саме понизилися у класі до Сегунди.